# Antonius van den Broek
Antonius Johannes van den Broek (Zoetermeer, 4 maggio 1870 – Bilthoven, 25 ottobre 1926) è stato un avvocato e fisico olandese.
È noto principalmente per la sua attività di fisico amatoriale che lo ha portato ad essere, nel 1911, il primo ad associare il numero atomico di un elemento chimico alla posizione che l'elemento stesso occupa all'interno della tavola periodica.

## Biografia
Figlio di un notaio e di una donna colta dedita alle scienze naturali, nel 1889 van den Broek intraprese gli studi in giurisprudenza presso l'Università di Leida, avendo anche l'opportunità di formarsi frequentando la Sorbona di Parigi. Dopo avere conseguito nel 1895 la laurea, iniziò in seguito a esercitare la professione di avvocato nel suo studio a L'Aia.
Parallelamente alla sua attività di avvocato, nel 1903, Antonius van den Broek cominciò a occuparsi di fisica; quattro anni più tardi diede alle stampe, sulla rivista scientifica Annalen der Physik, il suo primo lavoro Das α-Teilchen und das periodische System der Elemente (Le particelle α e il sistema periodico degli elementi) in cui ipotizzò, basandosi sulle precedenti ricerche di Ernest Rutherford, che le particelle α fossero costituite da mezzo atomo di elio con carica +1. Egli considerò che ciascun elemento chimico fosse formato da un numero pari di tali particelle, chiamate da lui "alfoni", ed elaborò una versione della tavola periodica fondata su questo schema.
Argomento molto dibattuto e fonte di controversie a quel tempo, van den Broek continuò a indagare sulla struttura atomica e sul corretto principio che sottostava alla disposizione degli elementi chimici identificando il numero assegnato a ciascun elemento nella tavola periodica con il numero totale di elettroni presenti nell'atomo. La tesi del fisico olandese, formulata a un mese di distanza dalla pubblicazione dei dati relativi all'esperimento di Rutherford, venne confermata sperimentalmente nel 1913 da Henry Moseley. Un altro importante contributo consistette nella comprensione che la carica nucleare Z, che diverrà nota come "numero atomico", non corrispondeva alla metà del peso atomico.